# Josep Tomàs i Piera
Josep Tomàs i Piera (Barcelona, 6 d'agost de 1900 - Guadalajara, Mèxic, 9 de gener de 1976) fou un advocat i polític català, exiliat pel franquisme a Mèxic.

## Biografia
Va néixer a Barcelona, el 6 d'agost de 1900. Fill de Josep Tomàs i Boix i Àngela Piera i Trias. El 1920 es llicencià en dret a la Universitat de Barcelona i fou bibliotecari del Casino Regionalista de La Bordeta. Durant la dictadura de Miguel Primo de Rivera fou un dels fundadors d'Acció Republicana de Catalunya, partit del qual en fou secretari del consell directiu i membre del comitè revolucionari de Catalunya el 1930, organització que agrupava diversos partits contraris a la dictadura. El 1931 fou un dels fundadors del Partit Catalanista Republicà, amb el que fou candidat a les eleccions municipals de 1931 a Barcelona, però no fou elegit. Tampoc fou escollit a les eleccions al Parlament de Catalunya de 1932. Presidí el Centre d'Acció Republicana d'Hostafrancs. El 1932 abandonà el PCR per integrar-se a Esquerra Republicana de Catalunya, partit amb el qual fou diputat a les Corts espanyoles a les eleccions del 1933 i del 1936. El 1933 fou conseller de Ràdio Barcelona i membre del Comitè de Ràdio del conseller Ventura Gassol.
Com a diputat fou membre de la comissió de justícia del Congrés dels Diputats, des de la qual defensà l'Estatut d'Estella. Fou un dels diputats d'ERC que abandonà el Congrés com a protesta per la sentència del Tribunal de Garanties Constitucionals contrària a la Llei de Contractes de Conreu aprovada pel Parlament de Catalunya. Participà en els fets del sis d'octubre de 1934 com a responsable del grup d'ERC de l'Hospitalet de Llobregat. El seu grup protagonitzà un intercanvi de trets amb la guarnició de l'Escola d'Aeronàutica Naval, del Prat de Llobregat, raó per la qual va fugir a França. El govern espanyol va iniciar un procés judicial militar contra ell, que fou anul·lat després de la victòria del Front d'Esquerres a les eleccions generals espanyoles de 1936, en les que fou elegit diputat. Com a diputat fou membre de la Diputació Permanent del Congrés i un dels principals defensors de l'estatut d'autonomia del País Basc de 1936. També representà ERC en el Comitè Central del Front Popular i de maig a setembre de 1936 fou sotssecretari de Sanitat i Beneficència.
Poc després d'esclatar la guerra civil espanyola, de setembre a novembre del 1936 Francisco Largo Caballero el va nomenar ministre de treball, sanitat i previsió social de la Segona República Espanyola, i vicepresident de les corts espanyoles. També representà ERC al Col·legi d'Advocats de Barcelona.
Després tornà al seu càrrec a la Diputació Permanent de les Corts, de la que en fou nomenat secretari el desembre de 1936. El febrer de 1937 fou elegit vicepresident tercer del Congrés dels diputats i uns mesos més tard fou nomenat cònsol de la República a Mont-real (1937-38). El setembre de 1938 tornà a Catalunya i fou nomenat secretari al Ministeri d'Estat, aleshores amb seu a Barcelona.
En acabar la guerra, s'exilià a França. S'establí a Saint-Nazaire (Bretanya). d'on marxà en vaixell a Nova York. I d'allí en tren cap a Laredo (Texas) i d'allí a Mèxic. Allí residí a la capital, on es dedicà a l'activitat comercial fins que el 1949 es traslladà a Guadalajara, d'on ja no es va moure. Col·laborà ben activament a l'Orfeó Català de Mèxic i fou secretari de la JARE a Mèxic i dirigent de la Comunitat Catalana de Mèxic, en la qual promogué diverses activitats polítiques i culturals catalanistes i s'adherí a la primera Conferència Nacional Catalana. Va donar classes a la Universitat de Guadalajara i participà en les reunions de les Corts de la República espanyola en l'exili.
És pare del matemàtic mexicà Francesc Tomàs i Pons.